# 帕特森 (愛達荷州)
帕特森（英語：Patterson）是位於美國愛達荷州萊姆哈伊縣的一個非建制地區。該地的面積和人口皆未知。

## 地理
帕特森的座標為44°31′25″N 113°42′44″W / 44.52361°N 113.71222°W，而該地的平均海拔高度為1839米（即6033英尺）。